# نيكول هير
نيكول هير هي مجدفة كندية، ولدت في 26 يوليو 1994 في كالغاري في كندا.

## وصلات خارجية
- نيكول هير على موقع الاتحاد الدولي للتجديف (الإنجليزية)
- نيكول هير على موقع اللجنة الأولمبية الدولية (الإنجليزية)
- نيكول هير على موقع أوليمبيديا (الإنجليزية)
- نيكول هير على موقع اللجنة الأولمبية الكندية (الإنجليزية)